# Munalaskme
Munalaskme (Munnalas en allemand) est un village estonien de la commune de Nissi dans la région d'Harju, à l'est de Tallinn.
Le village fut un fief du district de Harrien. Il relevait directement de la couronne et comptait au XVIIIe siècle environ 300 paysans serfs groupés dans les villages de Seppo, Auda et kobro.